# مشقيتي
مشقيتي هي قرية لبنانية من قرى قضاء عاليه في محافظة جبل لبنان.